# Roudná (Plzeň)
Roudná (německy Raudna) je sídelní celek, vymezený a evidovaný jako základní sídelní jednotka, v evidenční části Severní Předměstí v městském obvodu Plzeň 1 statutárního města Plzeň. Nachází se v severním sousedství středu města.

## Historie
Dnešní Roudná existuje na katastrálním území vsi Malice (podle níž se dodnes jmenuje jedna ulice Malická), která stála již staletí před založením Plzně. Nedaleko byla další ves Záhoří (viz název ulice Pod Záhorskem) a obě vsi používaly románský kostel Všech svatých, který byl později přestavěn v gotickém a ještě později v barokním stylu.
Samotný název Roudná původně náležel tvrzi, která se podle zdrojů nacházela přinejmenším mezi roky 1416 až 1555 na kopci v dnešní Bílé Hoře v blízkosti Boleveckého rybníka (dnes na tom místě sídlí průmyslový podnik). Ulice „Na Roudné“ byla později pojmenována podle toho, že touto cestou obyvatelé chodili na tvrz Roudnou a postupně se význam slova „Roudná“ přesunul z tvrzi na domky v původních Malicích spolu s tím, jak tvrz Roudná ztrácela na důležitosti (už v roce 1543 je zmiňována jako „pustý zámek“). Kněz Martin z Mertlíkovic, jeden z majitelů, prodal tvrz Plzeňským za 200 kop míšeňských grošů v roce 1495. Z dalších vlastníků tvrzi lze zmínit rody plzeňských měšťanů Hiršů a Kleovů z Roudné.
Čtvrť obsahuje zátopové oblasti. Dlouhá desetiletí šlo o čtvrť chudou a dělnickou, v níž bylo vysoké procento občanů romské národnosti. Rozvoj obchodů po roce 1989 charakter Roudné pozměnil k lepšímu.

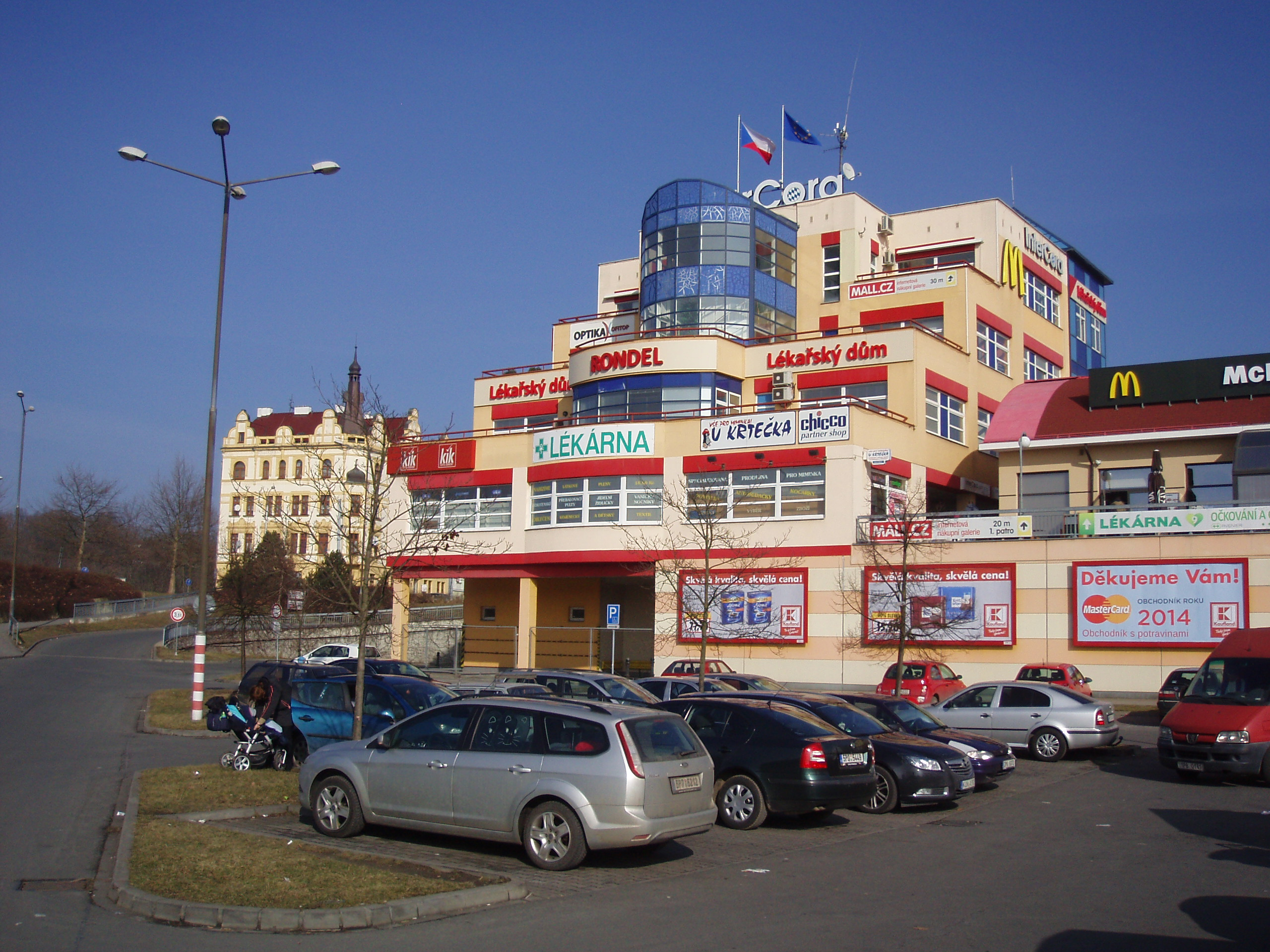
Rondel, obchodní centrum v Plzni